# Эфиопия на Универсиадах
Эфиопия принимает участие в Универсиадах начиная с летней Универсиады 1970 года в Турине. На зимних Универсиадах спортивная делегация Эфиопии участвует начиная с Универсиады 1960 года в Шамони.
На настоящее время спортсмены Эфиопии на всех Универсиадах завоевали в сумме 2 медали, из них ни одной золотой, все медали завоёваны на летних Универсиадах.

## Медальный зачёт
По состоянию на настоящий момент (после летней Универсиады 2021 и зимней Универсиады 2023).

### Медали на летних Универсиадах
| Универсиады    | Золото               | Серебро              | Бронза               | Всего                | Место                |
| -------------- | -------------------- | -------------------- | -------------------- | -------------------- | -------------------- |
| 1970 Турин     | 0                    | 0                    | 0                    | 0                    | —                    |
| 1973—1991      | не участвовали       | не участвовали       | не участвовали       | не участвовали       | не участвовали       |
| 1993 Буффало   | 0                    | 0                    | 1                    | 1                    | 37                   |
| 1995 Фукуока   | не участвовали       | не участвовали       | не участвовали       | не участвовали       | не участвовали       |
| 1997 Сицилия   | 0                    | 0                    | 0                    | 0                    | —                    |
| 1999—2001      | не участвовали       | не участвовали       | не участвовали       | не участвовали       | не участвовали       |
| 2003 Тэгу      | 0                    | 0                    | 0                    | 0                    | —                    |
| 2005 Измир     | 0                    | 0                    | 0                    | 0                    | —                    |
| 2007—2009      | не участвовали       | не участвовали       | не участвовали       | не участвовали       | не участвовали       |
| 2011 Шэньчжэнь | 0                    | 0                    | 0                    | 0                    | —                    |
| 2013 Казань    | 0                    | 0                    | 0                    | 0                    | —                    |
| 2015 Кванджу   | 0                    | 0                    | 0                    | 0                    | —                    |
| 2017 Тайбэй    | 0                    | 0                    | 0                    | 0                    | —                    |
| 2019 Неаполь   | 0                    | 0                    | 1                    | 1                    | 57                   |
| 2021 Чэнду     | не участвовали       | не участвовали       | не участвовали       | не участвовали       | не участвовали       |
| 2023           | Универсиада отменена | Универсиада отменена | Универсиада отменена | Универсиада отменена | Универсиада отменена |
| Всего          | 0                    | 0                    | 2                    | 2                    |                      |